# Bryan Ordóñez
Bryan Ordóñez (5 de noviembre de 1990) es un futbolista guatemalteco que juega como volante. Actualmente juega en Deportivo Xinabajul de la Liga Nacional de Fútbol de Guatemala

## Clubes
| Club                                   | País      | Año         |
| -------------------------------------- | --------- | ----------- |
| Club Social y Deportivo Comunicaciones | Guatemala | 2007 - 2014 |
| Antigua GFC                            | Guatemala | 2015        |
| Club Social y Deportivo Comunicaciones | Guatemala | 2015        |

- Datos: Q4980279